# 르투케파리플라주
르투케파리플라주(Le Touquet-Paris-Plage, 프랑스어 발음: [lə tukɛ paʁi plaʒ], 피카르디어: Ech Toutchet-Paris-Plache, 서플랑드르어: 't Oekske, 네덜란드어: Het Hoekske), 줄여서 르투케(Le Touquet, /lə tʊkeɪ/)는 프랑스 북부의 파드칼레 데파르트망에 위치한 코뮌이다. 원래 인구는 4,244명이지만, 여름철에는 관광으로 인해 최대 25만명까지 늘어날 수 있다.
르투케는 불로뉴쉬르메르의 남쪽에 위치한 휴양지로, 영국 해협의 해안선 코트도팔(Côte d'Opale, 오팔 해안)과 접해 있다. 그래서 르투케는 "영국 해협의 정원"(프랑스어: Jardin de la Manche), "오팔 해안의 진주"(프랑스어: Perle de la Côte d'Opale), "스포츠 파라다이스"(프랑스어: Paradis des sports), "사계절 리조트"(프랑스어: Station des quatre saisons) 등의 별명을 얻었다. 현재 대부분 1950~1980년대의 건물들이 위치하지만, 일부는 1920~1930년대의 건물들이 보존되어 있어 르투케는 앵글족과 노르만족의 문화를 간직한 휴양지로 널리 알려져 있다. 또한, 역사적 기념물로 보호받는 21개의 건물들로 가지고 있고, 프랑스에서 가장 많은 상을 받은 휴양지이다.

## 마을의 기원
'르투케'라는 이름은 르 피가로의 창립자이자 소유주였던 이폴리트 드 빌메상(Hippolyte de Villemessant, 1812-1879)이 지었다. 당시 이 지역은 사냥터의 일부였으며, 야생 사구와 숲이 위치해 있었다. '르투케'는 모퉁이를 의미하는 피카르디어에서 유래했다.
후에 도시는 "바다의 파리"로 알려지게 되었고, 엄격한 건축 규정은 건축가들이 혁신적인 건물을 짓도록 했다.
1894년에 존 로빈슨 휘틀리(John Robinson Whitley)와 앨런 스토넘(Allen Stoneham)은 "Le Touquet Syndicate Ltd"라는 회사를 통해 이 지역을 구입하여 마을을 골프와 도박의 리조트로 만들었다.

## 영국인

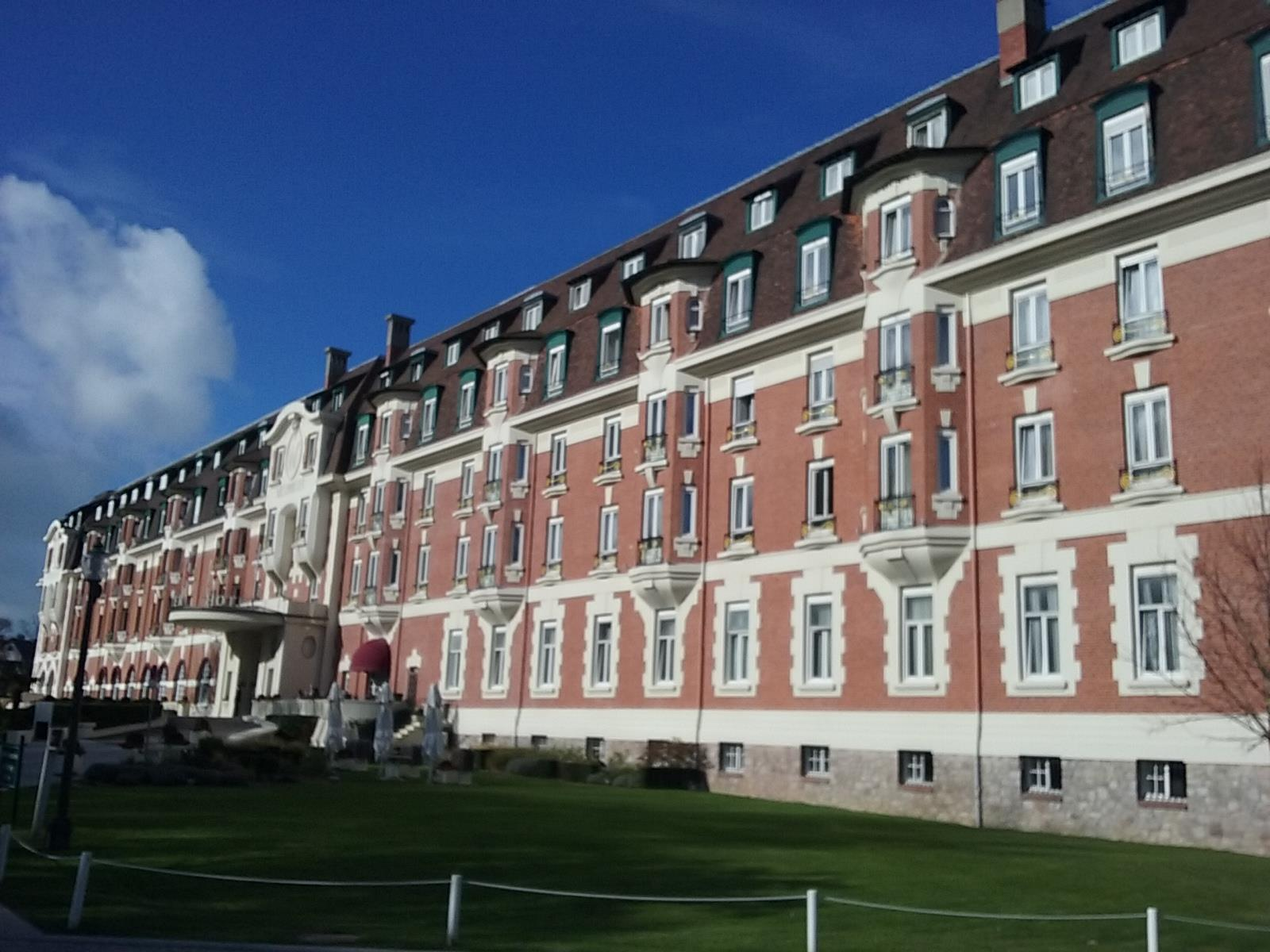
르투케의 바리에르 르 웨스트민스터 호텔.

1920년대에 노엘 코워드는 주말을 르투케에서 보냈고, 그는 영국의 "smart set"에 건물 디자인의 의뢰했다. 이 때 지어진 건물은 현재까지도 남아있어, 19세기와 20세기의 뛰어난 건축물을 볼 수 있고, 당시의 산책로 또한 보존되어 있다. 인도 바도다라의 영국인 군주 Sayajirao Gaekwad 3세는 르투케에 건물을 소유하고 있었다.
P. G. 우드하우스는 1934년부터 1940년 독일에 포로가 될 때까지 이곳에서 살았다.

## 자매 도시
르투케는 국제 자매 도시 프로젝트에 참여하며, 현재까지의 자매 도시는 다음과 같다.
- 독일 빈터베르크
- 벨기에 힉썽사흐
- 영국 옥스퍼드셔주 위트니
- 튀니지 시디부사이드
- 미국 노스캐롤라이나주 캐리
- 프랑스 엑볼스하임

## 사진

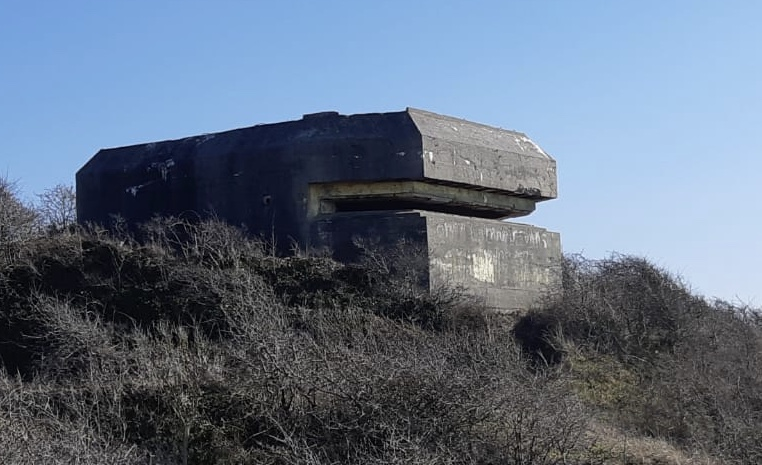
르투케의 블록하우스.
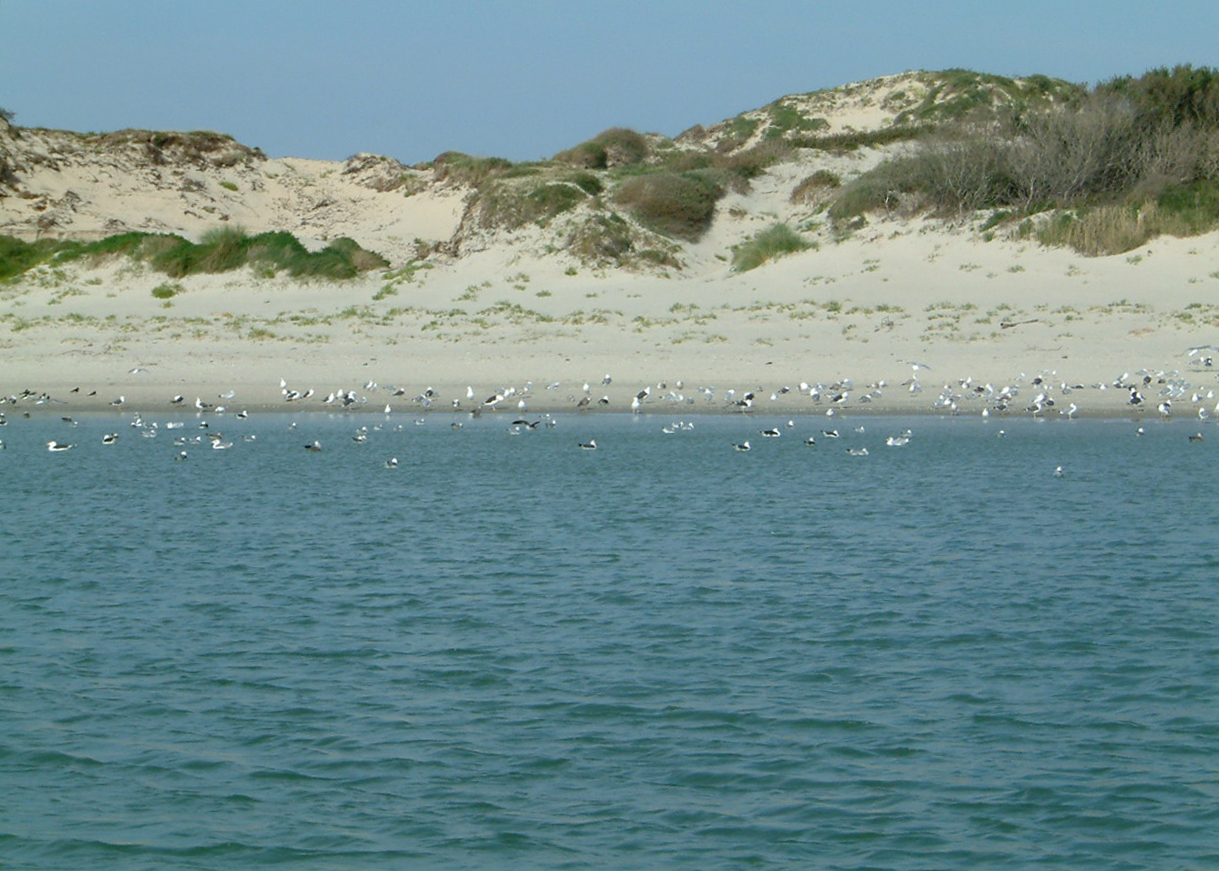
르투케 남쪽의 모래 언덕.
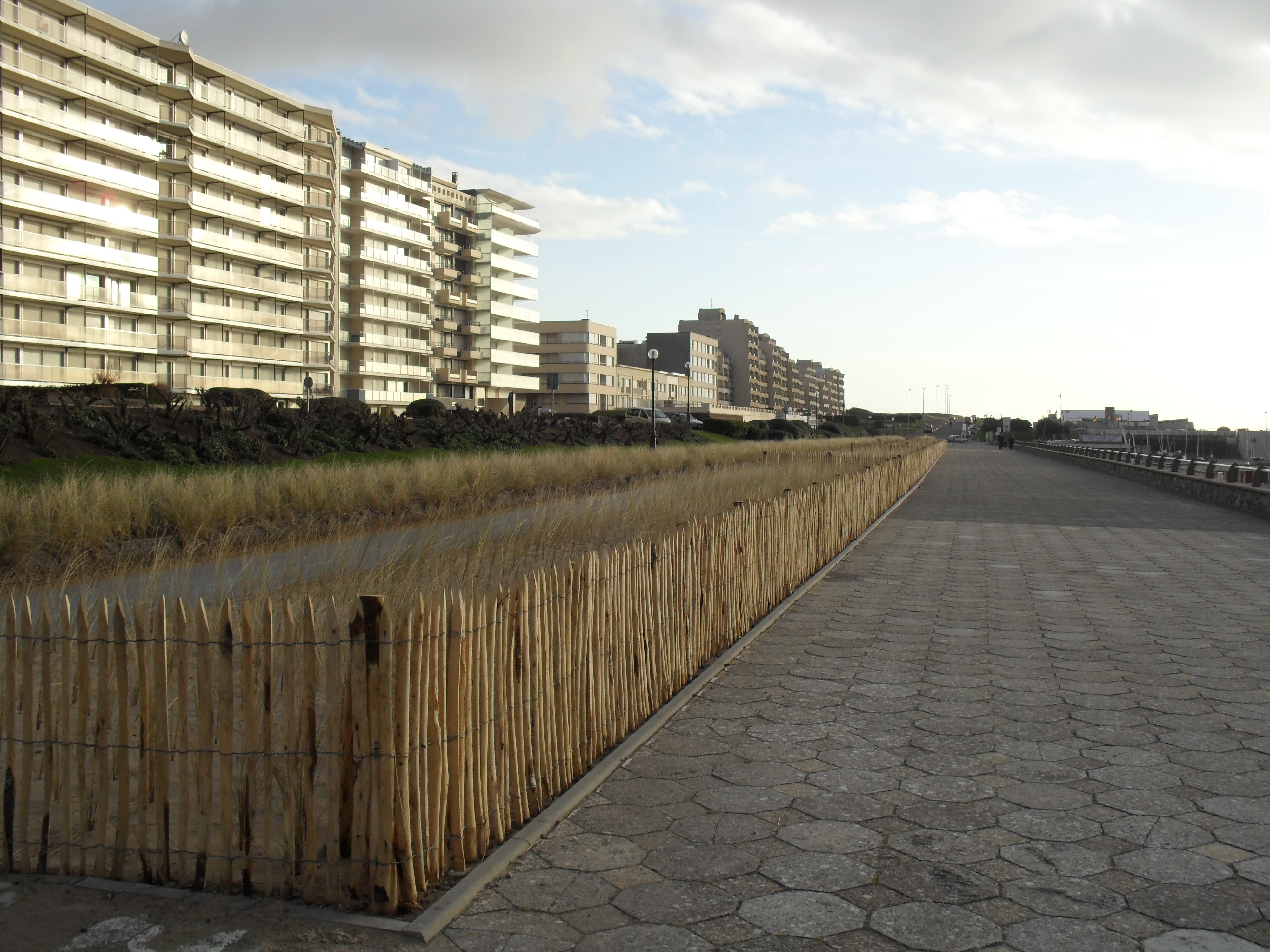
르투케의 해변 산책로
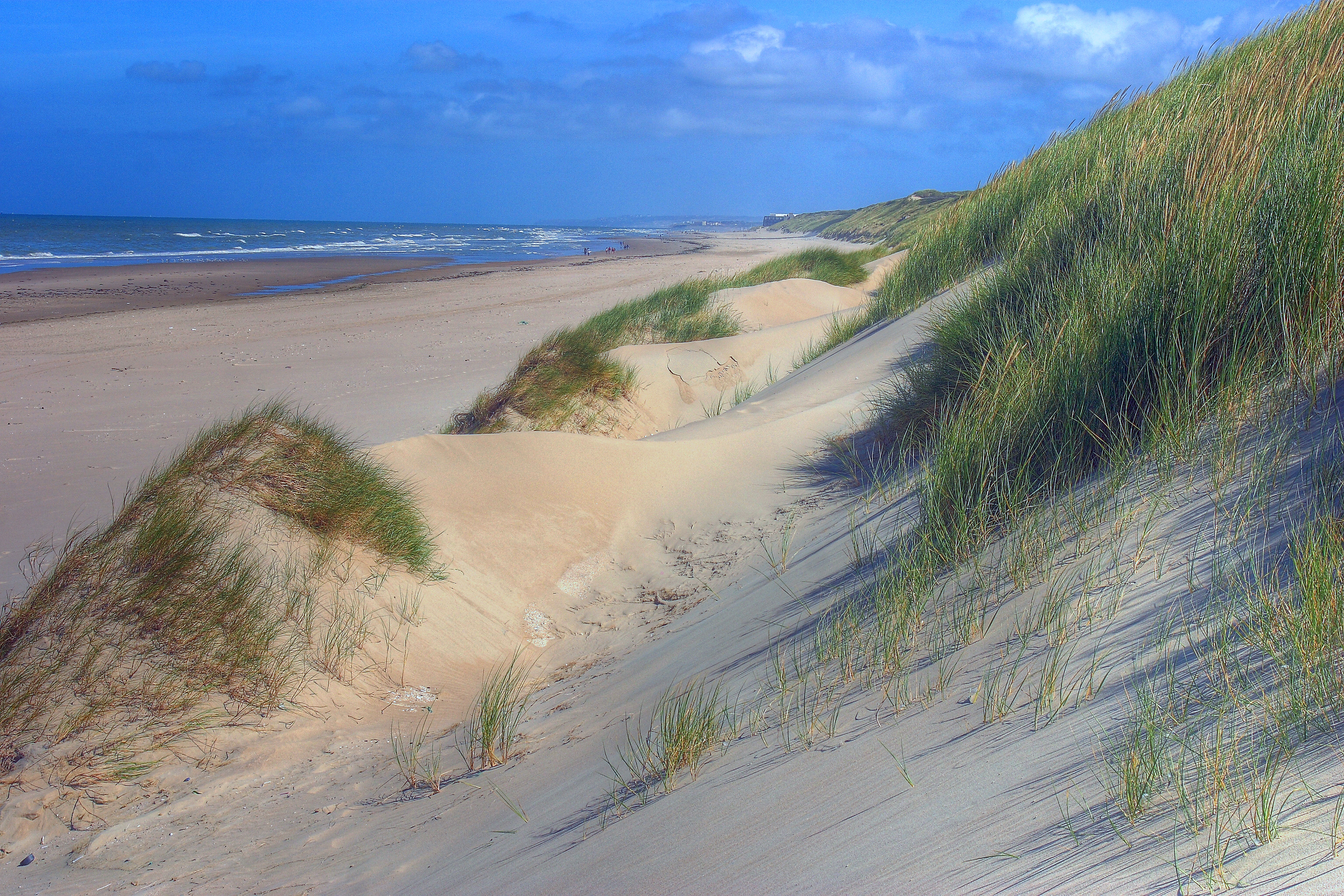
르투케 북쪽의 모래 언덕.

## 인구
| 연도        | 인구  | ±% p.a. |
| ----------- | ----- | ------- |
| 1968        | 4,403 | —       |
| 1975        | 5,370 | +2.88%  |
| 1982        | 5,204 | −0.45%  |
| 1990        | 5,596 | +0.91%  |
| 1999        | 5,299 | −0.60%  |
| 2007        | 5,355 | +0.13%  |
| 2012        | 4,588 | −3.04%  |
| 2017        | 4,223 | −1.64%  |
| 출처: INSEE |       |         |

## 기후
| 르투케의 기후                                                            | 르투케의 기후 | 르투케의 기후 | 르투케의 기후 | 르투케의 기후 | 르투케의 기후 | 르투케의 기후 | 르투케의 기후 | 르투케의 기후 | 르투케의 기후 | 르투케의 기후 | 르투케의 기후 | 르투케의 기후 | 르투케의 기후 |
| 월                                                                       | 1월           | 2월           | 3월           | 4월           | 5월           | 6월           | 7월           | 8월           | 9월           | 10월          | 11월          | 12월          | 연간          |
| ------------------------------------------------------------------------ | ------------- | ------------- | ------------- | ------------- | ------------- | ------------- | ------------- | ------------- | ------------- | ------------- | ------------- | ------------- | ------------- |
| 역대 최고 기온 °C (°F)                                                   | 15.7 (60.3)   | 19.3 (66.7)   | 23.2 (73.8)   | 25.5 (77.9)   | 31.4 (88.5)   | 34.6 (94.3)   | 39.3 (102.7)  | 36.4 (97.5)   | 31.2 (88.2)   | 27.1 (80.8)   | 19.8 (67.6)   | 16.4 (61.5)   | 39.3 (102.7)  |
| 일평균 최고 기온 °C (°F)                                                 | 7.4 (45.3)    | 8.0 (46.4)    | 10.6 (51.1)   | 13.8 (56.8)   | 17.0 (62.6)   | 19.4 (66.9)   | 21.3 (70.3)   | 21.6 (70.9)   | 19.3 (66.7)   | 15.6 (60.1)   | 11.0 (51.8)   | 8.1 (46.6)    | 14.4 (57.9)   |
| 일일 평균 기온 °C (°F)                                                   | 5.1 (41.2)    | 5.4 (41.7)    | 7.5 (45.5)    | 9.9 (49.8)    | 13.2 (55.8)   | 15.8 (60.4)   | 17.8 (64.0)   | 18.0 (64.4)   | 15.7 (60.3)   | 12.5 (54.5)   | 8.4 (47.1)    | 5.8 (42.4)    | 11.2 (52.2)   |
| 일평균 최저 기온 °C (°F)                                                 | 2.9 (37.2)    | 2.8 (37.0)    | 4.3 (39.7)    | 6.0 (42.8)    | 9.3 (48.7)    | 12.2 (54.0)   | 14.3 (57.7)   | 14.4 (57.9)   | 12.1 (53.8)   | 9.5 (49.1)    | 5.9 (42.6)    | 3.5 (38.3)    | 8.1 (46.6)    |
| 역대 최저 기온 °C (°F)                                                   | −19.1 (−2.4)  | −18.2 (−0.8)  | −8.9 (16.0)   | −4.5 (23.9)   | −2.2 (28.0)   | −0.4 (31.3)   | 4.0 (39.2)    | 3.9 (39.0)    | 1.8 (35.2)    | −3.8 (25.2)   | −8.6 (16.5)   | −11.6 (11.1)  | −19.1 (−2.4)  |
| 평균 강수량 mm (인치)                                                    | 73.9 (2.91)   | 55.5 (2.19)   | 60.7 (2.39)   | 55.2 (2.17)   | 63.2 (2.49)   | 57.5 (2.26)   | 60.0 (2.36)   | 63.7 (2.51)   | 78.2 (3.08)   | 105.7 (4.16)  | 104.5 (4.11)  | 93.8 (3.69)   | 871.9 (34.33) |
| 평균 강수일수 (≥ 1.0 mm)                                                 | 13.0          | 9.9           | 11.2          | 9.7           | 10.1          | 9.0           | 8.3           | 9.2           | 10.8          | 13.4          | 13.8          | 13.3          | 131.6         |
| 평균 월간 일조시간                                                       | 64.2          | 77.6          | 127.1         | 179           | 200.2         | 213.9         | 220.9         | 201.1         | 158           | 113.3         | 62.1          | 51.7          | 1,669.6       |
| 평균 자외선 지수                                                         | 1             | 1             | 3             | 4             | 6             | 6             | 6             | 6             | 4             | 2             | 1             | 1             | 3             |
| 출처 1: Météo France (extremes, precipitation, sunshine)                 |               |               |               |               |               |               |               |               |               |               |               |               |               |
| 출처 2: Infoclimat.fr (temperatures 1991-2020), Weather Atlas (UV index) |               |               |               |               |               |               |               |               |               |               |               |               |               |